# Збірна Таїланду з хокею із шайбою
Збірна Таїланду з хокею із шайбою — національна чоловіча збірна команда Таїланду, яка представляє країну на міжнародних змаганнях з хокею. Функціонування команди забезпечується Асоціацією хокею Таїланду, яка є членом ІІХФ.

## Виступи на міжнародних турнірах

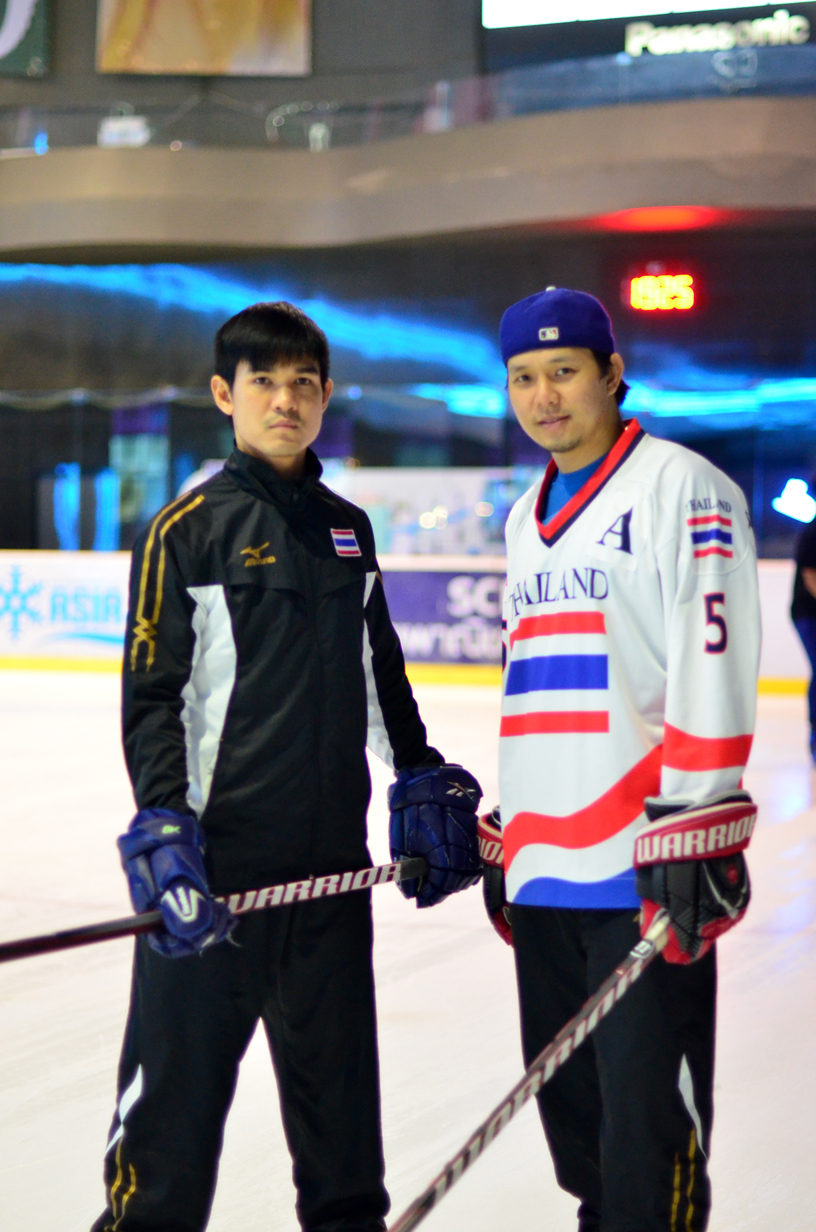
Гравці збірної Таїланду: Теерасак Раттаначот та Тевін Чартсуван

### Чемпіонати світу
- 2019 – 3 місце Дивізіон III Група B
- 2022 – 2 місце Дивізіон ΙІІ Група В
- 2023 – 4 місце Дивізіон ΙІІ Група А
- 2024 – 1 місце Дивізіон ΙІІ Група А
- 2025 — 6-е місце Дивізіон II Група B

### Зимові Азійські ігри
- 2003 – 5 місце
- 2007 – 9 місце
- 2011 – 6 місце
- 2017 – 5 місце

### Азійський Кубок Виклику
- 2008 – 4 місце
- 2009 –  2 місце
- 2010 –  3 місце
- 2011 –  3 місце
- 2012 –  2 місце
- 2013 – 5 місце
- 2014 – 4 місце
- 2015 – 4 місце
- 2016 – 4 місце
- 2017 –  3 місце
- 2018  –  2 місце